# آرام‌اس اسکوشیا
آرام‌اس اسکوشیا (به انگلیسی: RMS Scotia) یک کشتی بود که طول آن ۴۰۰ فوت (۱۲۰ متر) بود. این کشتی در سال ۱۸۶۲ ساخته شد.